# 富嘉花園

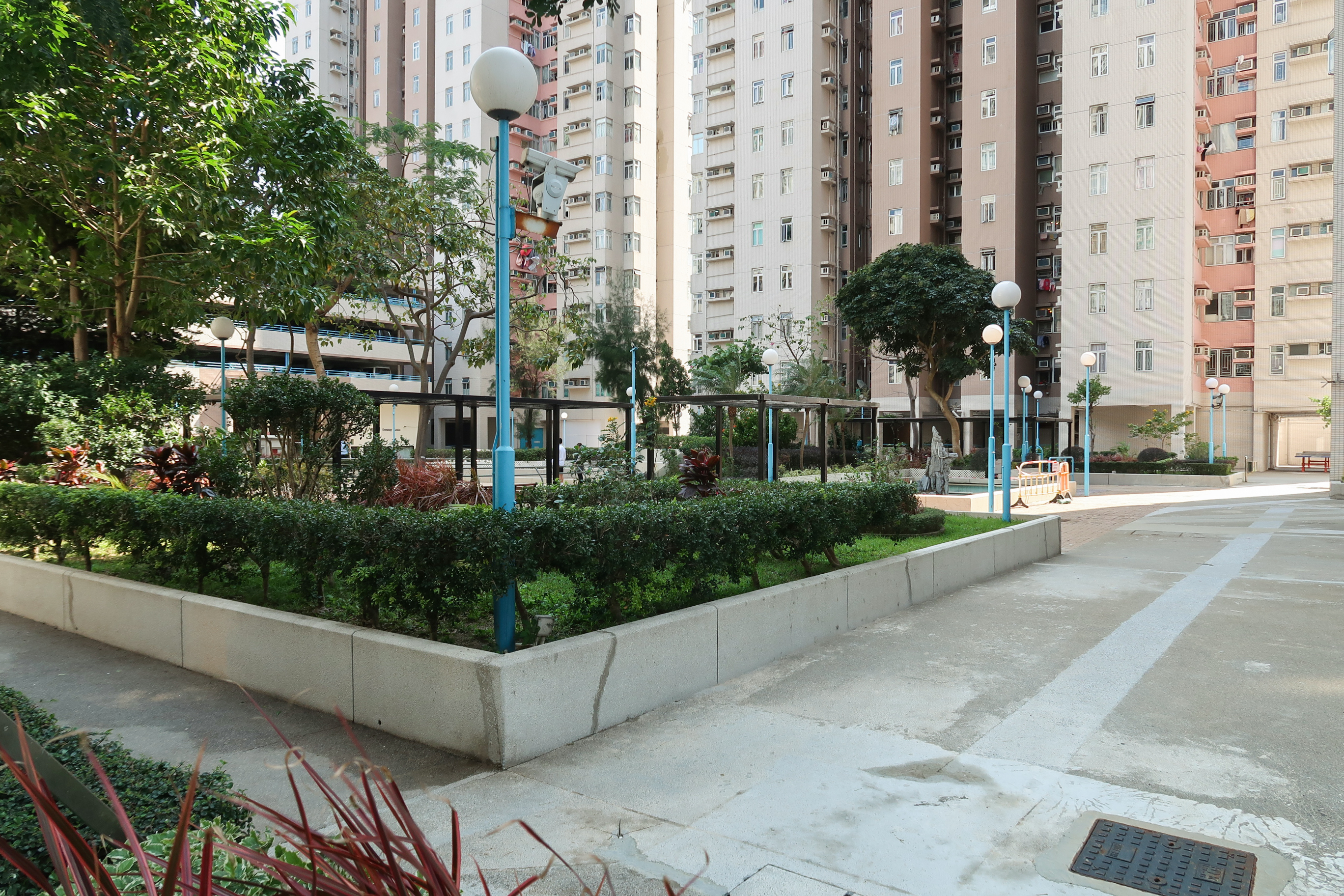
園林空間

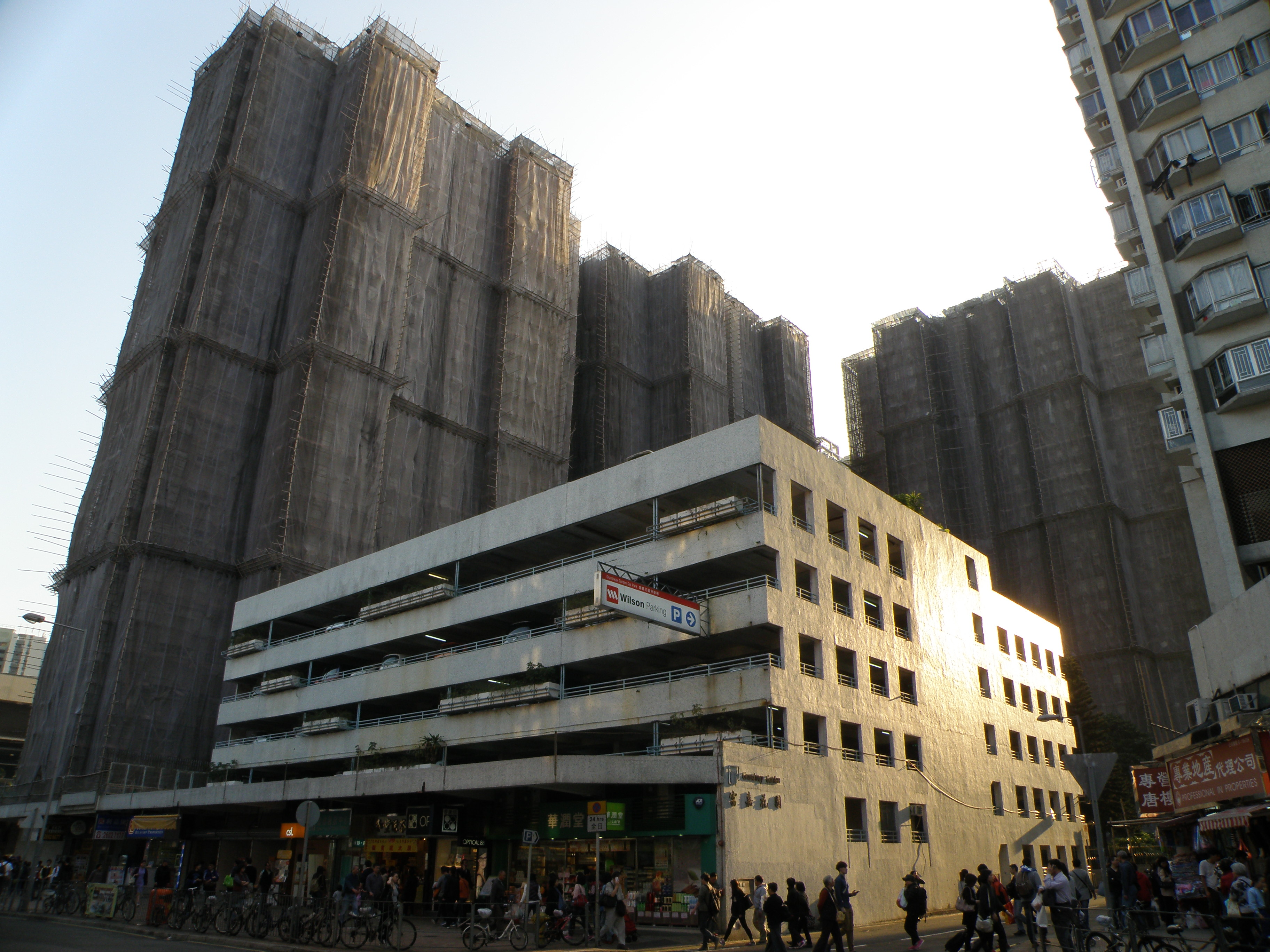
2015年翻新中的富嘉花園，翻新工程達9,500萬元，大廈外牆維修近2年，居民一直在沒有自然光的住所居住，需長期關閉窗戶開冷氣

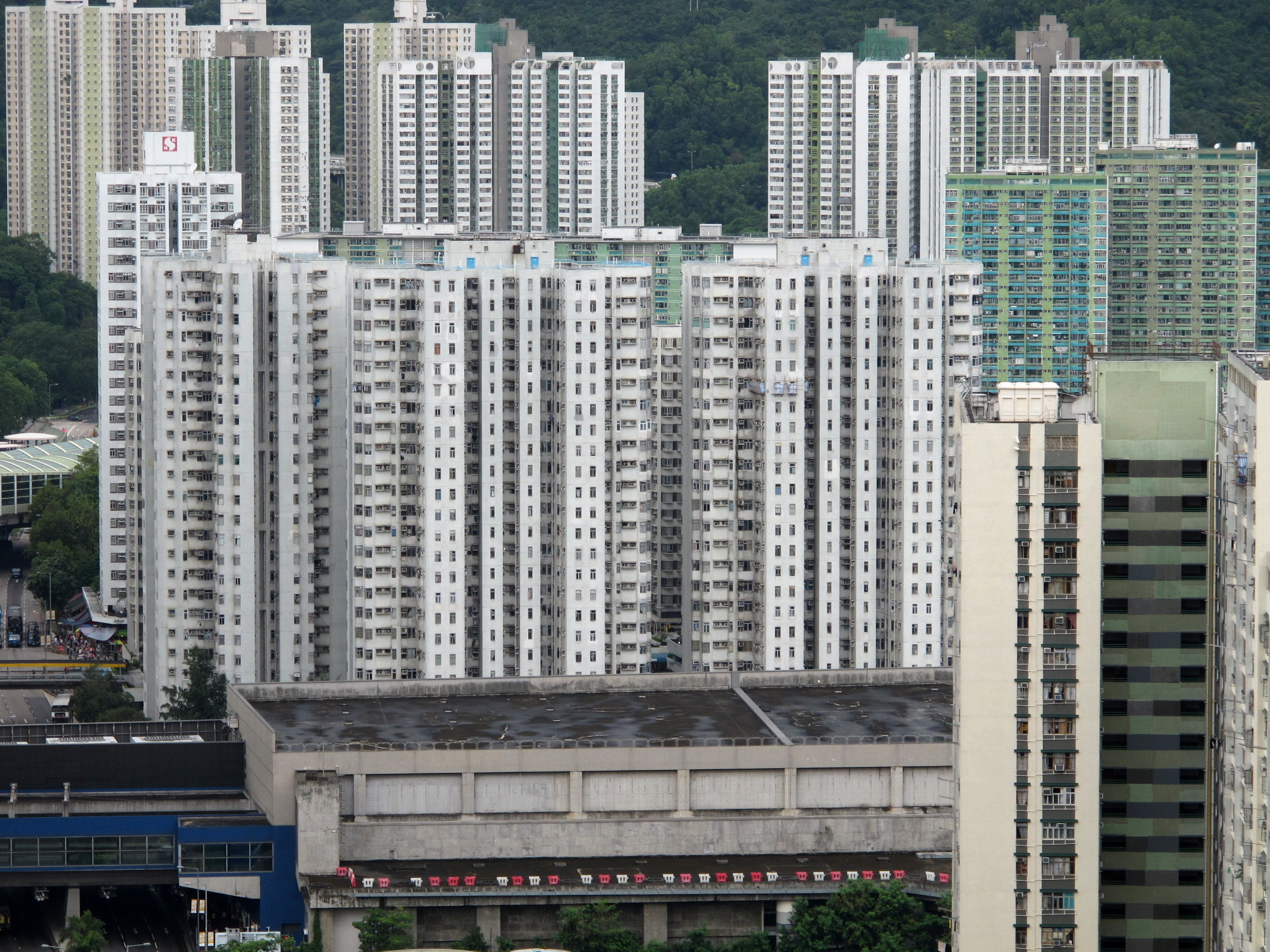
翻新前的富嘉花園（2012年）

富嘉花園（英語：Grandway Garden）是香港的私人機構參建居屋屋苑，位於香港沙田大圍，鄰近港鐵大圍站及海福花園。屋苑由日本國土開發株式會社及其士（香港）有限公司合資經營的「兆達發展有限公司」發展，由周氏建築師事務所（周念申建築師）設計。屋苑共有3座25層高住宅大廈，共有864個單位，於1989年落成。該屋苑絕大部分樓宇買賣交易均為已補地價的自由市場買賣。

## 屋苑資料

### 樓宇
| 樓宇名稱（座號） | 門牌號碼   | 樓宇類型                        | 落成年份 | 樓宇層數 （住宅層數） | 每層伙數 | 每座單位總數（伙） | 建築師                            | 提供升降機的廠商 （更換前） | 提供升降機的廠商 （更換後） |
| ---------------- | ---------- | ------------------------------- | -------- | --------------------- | -------- | ------------------ | --------------------------------- | --------------------------- | --------------------------- |
| 第1座            | 美田路16號 | 私人機構參建居屋計劃 （標準形） | 1989年   | 25                    | 12       | 288                | 周氏建築師事務所 （周念申建築師） | Helco                       | 通力                        |
| 第2座            | 村南道15號 | 私人機構參建居屋計劃 （標準形） | 1989年   | 25                    | 12       | 288                | 周氏建築師事務所 （周念申建築師） | Helco                       | 通力                        |
| 第3座            | 村南道35號 | 私人機構參建居屋計劃 （標準形） | 1989年   | 25                    | 12       | 288                | 周氏建築師事務所 （周念申建築師） | Helco                       | 通力                        |

## 著名住客

### 第3座
- 陳狄克，TVB資深演員[6]

## 事件

### 地獄停車場
屋苑的停車場樓高5層，被評為「經典地獄停車場」，出名彎急路窄。

### 近億「天價」維修費
大圍富嘉花園的業主立案法團在2013年3月通過9,500萬元大型維修工程。項目包括大廈外牆翻新，更換走廊地板、水喉及防煙門，每戶需支付8萬至11萬元，惹來小業主不滿，質疑工程透明度低，法團拖延公開工程標書及合約，令小業主無法向政府申請資助，要求解散法團的管理委員會。惟管委會主席透過辭職，阻延召開業主大會；業主代表早前集資30萬元，入稟土地審裁處控告法團，要求解散管委會，日前獲判勝訴。有關注團體形容今次裁決是小業主的重大勝利，小業主代表稱年多來承受極大壓力，如在庭上被法團代表律師盤問5小時，質疑她別有用心，又遭公開私隱張貼於屋苑，並促請政府盡快修例以打擊圍標。維修工程到2016年才完工。

### 連環爆竊案
2015年3月，屋苑發生連環爆竊案，有住客發現有賊在大廈外牆棚架攀爬及撬窗，致電報警，警方接報到場搜捕，截獲一名持雙程證的34歲男子，經調查發現上址兩個單位被爆竊，其中1單位損失13,500元，另一單位損失約4,000元及一隻手錶。警方其後在另一樓層發現一個背包，並起回部份失物。疑犯涉嫌爆竊被捕，被扣留調查。

### 住客感染登革熱
2015年6月，一名55歲男住客確診感染登革熱，為2015年首宗本地個案。居民表示，大廈已維修約2年，聽見有人感染登革熱都幾擔心，又指不排除該住客感染登革熱，與大廈維修有關，因附近地盤常現積水，孳生蚊蟲，加上連日下雨，令附近衞生環境變差，希望承建商加快完工。

### 住客感染2019冠狀病毒病
截至2020年12月15日，屋苑一共有13名住客確診感染2019冠狀病毒病。（以個案編號列出）
第一座（2宗）：3162、3500

#### 第二座（３宗）
個案編號：1770、1920、3104

#### 第三座（８宗）
個案編號：3499、3537、3589、3618、6728、7087、7683、7706

### 大量單位「被二按」
2021年1月，業主立案法團收到住戶求助，指其物業被渣打銀行通知被加按，及後法團主席李女士在土地註冊處查冊後發現屋苑內有逾800個單位及商舖均被無故加按。因事態嚴重，十多名業主亦報警求助。該區區議員李世鴻認為情況「離譜」，批評事件讓居民「新年流流搞單咁嘅嘢嚇餐飽。」土地註冊處承認出錯，誤將所有車位的文書連同不受影響的單位列入土地登記冊上「等待註冊的契約」一欄內。渣打銀行亦證實是土地註冊處紀錄出現問題。李世鴻矢言「定必追究責任」。

## 外部連結
- 富嘉花園業主批評維修價格高昂 - 有線寬頻 i-CABLE[]
- AM730 新聞 圖片新聞:抗議（页面存档备份，存于）
- 富嘉業主不滿 翻新工程9000萬
- 富嘉花園億元維修 業主指法團黑箱作業 - 港聞 - 新聞頻道 - 新浪網
- 富嘉花園居民包圍法團多人傷 - 即時 - 新聞頻道 - 新浪網[永久]
- 富嘉花園法團會議釀衝突 - 有線寬頻 i-CABLE[]
- 富嘉花園法團業主衝突最少八傷-香港成報網
- 富嘉花園 小業主告贏法團 - 東方日報（页面存档备份，存于）
- 小業主贏官司 富嘉法團解散 - 太陽報（页面存档备份，存于）
- 法團招標黑箱作業 富嘉小業主奪回話事權 | 蘋果日報 | 要聞港聞 | 20140824（页面存档备份，存于）
- 促解散法團富嘉百業主勝訴-香港成報網[永久]